# Phaegoptera granifera
Phaegoptera granifera là một loài bướm đêm thuộc phân họ Arctiinae, họ Erebidae.